# AAA-Saison 1941
Die AAA-Saison 1941 war die 24. Meisterschaftssaison im US-amerikanischen Formelsport. Sie begann am 30. Mai mit dem Indianapolis 500 und endete am 1. September in Syracuse. Rex Mays sicherte sich wie im Vorjahr den Titel. Wegen des Zweiten Weltkriegs gab es erst 1946 wieder eine Meisterschaftssaison.

## Rennergebnisse
|   | Datum         | Veranstaltung (Rennstrecke)                                          | Meilen | Sieger                 | Siegerteam            |
| - | ------------- | -------------------------------------------------------------------- | ------ | ---------------------- | --------------------- |
| 1 | 30. Mai       | International 500 Mile Sweepstakes (Indianapolis Motor Speedway) (O) | 500    | Floyd Davis Mauri Rose | Wetteroth-Offenhauser |
| 2 | 24. August    | Milwaukee 100 (The Milwaukee Mile) (UO)                              | 100    | Rex Mays               | Stevens-Winfield      |
| 3 | 01. September | Syracuse 100 (New York State Fairgrounds) (UO)                       | 100    | Rex Mays               | Stevens-Winfield      |

- Erklärung: O: Oval, UO: unbefestigtes Oval

## Fahrer-Meisterschaft (Top 10)
| 1. | Rex Mays      | 1225 |
| 2. | Ted Horn      | 675  |
| 3. | Ralph Hepburn | 550  |
| 4. | Floyd Davis   | 450  |
| 4. | Cliff Bergere | 450  |

| 6.  | Chet Miller       | 430 |
| 7.  | George Connor     | 300 |
| 8.  | Frank Wearne      | 275 |
| 9.  | Mauri Rose        | 245 |
| 10. | Tony Bettenhausen | 240 |